# Anemone rupicola
Anemone rupicola là một loài thực vật có hoa trong họ Mao lương. Loài này được Cambess. ex Jacquem. mô tả khoa học đầu tiên năm 1844.